# Scheemda
Scheemda  è una località olandese situata nel comune di Oldambt, nella provincia di Groninga. Era comune autonomo fino al 31 dicembre 2009.